# Inharrime (distrito)

Localização do distrito de Inharrime em Moçambique

O distrito de Inharrime está situado na parte meridional província de Inhambane, em Moçambique. A sua sede é a vila de Inharrime.
Tem limites geográficos, a norte com os distritos de Jangamo e Homoíne, a norte e oeste com o distrito de Panda, a leste com o Oceano Índico, e a sul com os distritos de Zavala e de Manjacaze da província de Gaza.
O distrito de Inharrime tem uma superfície de 2 149 Km² e uma população de 97 471, de acordo com os resultados preliminares do Censo de 2007, tendo como resultado uma densidade populacional de 45,4 habitantes/Km². A população recenseada em 2007 representa um aumento de 27,4% em relação aos 76 518 habitantes registados no Censo de 1997.

## Divisão Administrativa
O distrito está dividido em dois postos administrativos: (Inharrime e Mocumbi), compostos pelas seguintes localidades:
- Posto Administrativo de Inharrime: 
  - Chacane
  - Dongane
  - Nhanombe
- Posto Administrativo de Mocumbi: 
  - Mahalamba
  - Nhapadiane

## Ligação externa
Perfil do distrito de Inharrime